# جک ریچر (فیلم)
جک ریچر (به انگلیسی: Jack Reacher) یک فیلم اکشن و دلهره‌آور آمریکایی است که در سال ۲۰۱۲ منتشر شد. به نویسندگی و کارگردانی کریستوفر مک‌کوری، بر اساس رمان «یک شات» نوشته لی چایلد در سال ۲۰۰۵. در این فیلم تام کروز به عنوان شخصیت اصلی (جک ریچر) به ایفای نقش پرداخته و رزاماند پایک، ریچارد جنکینز، ورنر هرتسوگ، و رابرت دووال نیز در این فیلم به ایفای نقش پرداخته‌اند. این فیلم در اکتبر ۲۰۱۱ وارد فیلمبرداری شد و در ژانویه ۲۰۱۲ به پایان رسید. فیلمبرداری آن به‌طور کامل در پیتسبرگ، پنسیلوانیا انجام شد. به‌طور کلی نقدهای مثبتی دریافت کرد و در باکس آفیس موفق بود.

## خلاصه داستان
یک تک تیرانداز به نام جیمز بار ۵ فرد عادی را به قتل می‌رساند و دستگیر می‌شود او در بازجویی چیزی نمی‌گوید و پس از ساعت‌ها بازجویی می‌گوید می‌خواهم شخصی به نام جک ریچر را ملاقات کنم، پس از پخش این حادثه در تلویزیون جک ریچر خود را به اداره پلیس می‌رساند و تأکید می‌کند دوست جیمز بار نیست، ریچر یک کارآگاه نظامی است.
هلن رودین که دختر دادستان شهر است می‌خواهد با پدرش مقابله کند و جلوی اعدام بار را بگیرد اما جک ریچر به هلن می‌گوید به نظر من بار گناهکار است او برای تفریح و آدم‌کشی به ارتش پیوست و وقتی نتوانست در کشتن موفق باشد در روز آخر هنگام ترک ارتش چند نفر را کشت و ریچر مسئول تحقیق می‌شود اما مشخص می‌شود آن‌ها آدم‌های خلافکاری بودند و بار تبرئه شد اما من به او قول دادم که اگر روزی مرتکب خطایی شد او را مجازات کنم؛ و ریچر می‌گوید: او چون می‌دانسته در هرصورت برای من عدالت از همه چیز مهم‌تر است اسم من را آورده.
پس از تحقیقات فراوان ریچر متوجه می‌شود که بار بیگناه است و طعمه افراد دیگری شده و تیرانداز اصلی کس دیگری بوده پس خودش تصمیم به مبارزه با آن‌ها می‌گیرد و…

## قسمت دوم
در حالی که قرار بود جک ریچر به عنوان قطبی برای یک سری فیلم باشد، در ابتدا گزارش شد که به دلیل نمایش ضعیف آن در باکس آفیس آمریکای شمالی، دنباله آن بعید است. پس از اینکه فیلم از ۲۰۰ میلیون دلار فروش جهانی گذشت، احتمال ساخت دنباله آن بیشتر شد، سرانجام جک ریچر: هرگز بازنگرد قسمت دوم این فیلم در سال ۲۰۱۶ بر روی پرده سینما رفت. خلاصه داستان این است که ریچر در حال فرار با یک سرگرد ارتش است که به اتهام جاسوسی متهم شده است و یک توطئه تاریک را فاش می‌کند. فیلم دوم ۱۶۱ میلیون دلار در سراسر جهان فروخت و نقدهای متفاوتی از منتقدان دریافت کرد.

## بازیگران
- تام کروز در نقش جک ریچر
- رزاماند پایک در نقش هلن رودین
- ریچارد جنکینز در نقش الکس رودین
- دیوید اویلوو در نقش امرسون
- ورنر هرتسوگ در نقش زک چلووک
- ولادمیر سیزوو در نقش ولاد
- جوزف سیکورا در نقش جیمز بار
- مایکل ریموند-جیمز در نقش لینسکی
- الکسیا فاست در نقش سندی
- جاش هلمن در نقش جب اولیویر
- رابرت دووال در نقش مارتین کش
- جیمز مارتین کلی در نقش راب فریر
- نیکول فورستر در نقش نانسی هولت

## بازخوردها
- در راتن تومیتوز، این فیلم بر اساس ۱۸۵ نقد، با میانگین امتیاز ۶٫۳ از ۱۰، و دارای ۶۳٪ محبوبیت است. اجماع انتقادی وب‌سایت بیان می‌کند: «جک ریچر یک تریلر جنایی بالاتر از حد متوسط با اجرای روانی کاریزماتیک از تام کروز است».[۷]
- در متاکریتیک، این فیلم بر اساس بررسی‌های ۳۶ منتقد، امتیاز ۵۰ از ۱۰۰ را دارد که نشان‌دهنده «بررسی‌های مختلط یا متوسط» است.[۸]
- نظرسنجی‌های سینماسکور نشان می‌دهد که میانگین نمره‌ای که تماشاگران فیلم به فیلم داده‌اند «A−» در مقیاس A+ تا F بوده است.[۹][۱۰]
- جک ریچر ۸۰٫۱ میلیون دلار در آمریکای شمالی و ۱۳۸٫۳ میلیون دلار در سایر کشورها به دست آورد که در کل جهان ۲۱۸٫۳ میلیون دلار در مقابل بودجه ۶۰ میلیون دلاری بود.